# Pueblo bretón
Los bretones forman un grupo étnico situado en la región de Bretaña, Francia. Trazan su ascendencia hasta los grupos de britanos de habla celta que emigraron desde el suroeste de Gran Bretaña, incluyendo Cornualles, en diversas oleadas entre los siglos III y IX, especialmente en el periodo entre 450 y 600, hacia la península de Armórica, a la que posteriormente dieron su nombre.
La lengua tradicional de Bretaña es el bretón (Brezhoneg), hablado en la Bretaña inferior (el oeste de la península). En la actualidad, el bretón lo hablan aproximadamente 365 000 personas, de las que 240 000 lo hablan fluidamente. Otro idioma minoritario en la zona es el galó, hablado exclusivamente en la Bretaña Superior, donde el bretón nunca llegó a consolidarse plenamente. Como lengua celta, el bretón está fuertemente emparentado con el córnico y, de manera más lejana, con el galés. Por otra parte, el galó es una lengua romance perteneciente al grupo de las lenguas de oïl. El idioma nativo de la mayor parte de los bretones en la actualidad es el francés.
Bretaña está considerada como una de las seis naciones celtas. Étnicamente, junto con los córnicos y galeses, los bretones son los últimos vestigios de los antiguos britanos. La cifra actual de bretones en Bretaña y Francia es difícil de estimar, debido a que el gobierno francés no realiza estadísticas sobre identidad étnica. La población de Bretaña a enero de 2007 era de 4.365.500 habitantes.
Se dice que en torno a 1914 un millón de personas hablaban bretón al este de la frontera entre las zonas de habla bretón y galó - en torno al 90 % de la población de la mitad occidental de Bretaña. En 1945 el porcentaje había caído hasta el 75 %, y hoy en día, las estadísticas más optimistas apuntan a que solo un 20 % de los bretones puede hablar bretón. 
La población de Bretaña se estima en torno a los 4 millones, incluyendo el departamento de Loira Atlántico, que fue separado de Bretaña por el Gobierno de Vichy en 1941. Tres cuartas partes de las 200 000-250 000 personas que utilizan el bretón como lengua cotidiana tienen más de 65 años.
Una fuerte emigración histórica ha dado lugar a una diáspora bretona dentro de las fronteras francesas y en los Departamentos de ultramar. Se asentaron principalmente en el área de París, donde más de un millón de personas afirman tener ascendencia bretona. Muchas familias han emigrado igualmente a América, sobre todo a Canadá (especialmente en Quebec y las provincias marítimas) y a los Estados Unidos. Además, los primeros colonos franceses en las Antillas francesas procedían de Bretaña.

## Historia

### Orígenes históricos de los bretones

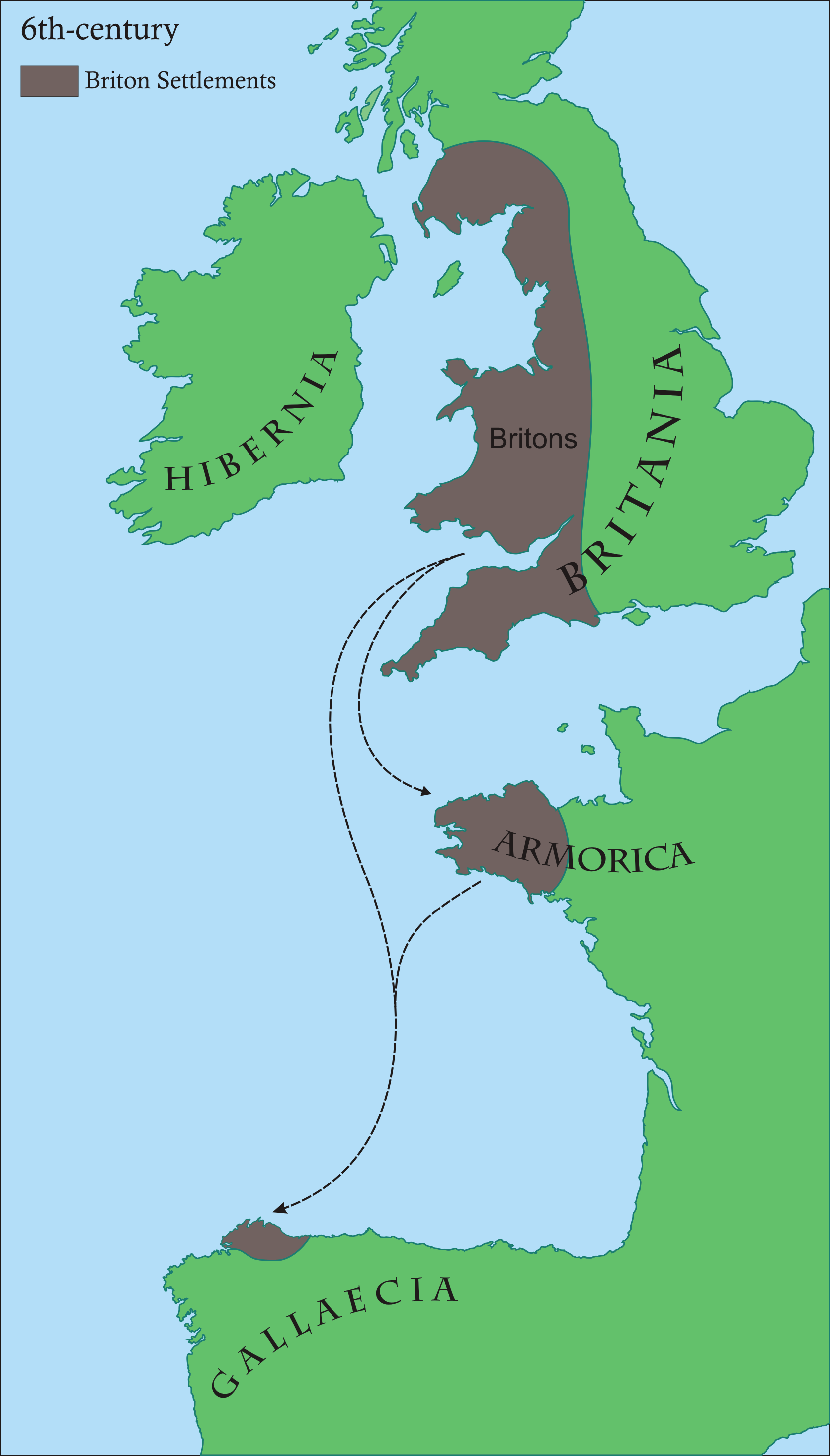
Comunidad de habla britana en torno al. El mar era un medio de comunicación más que una barrera.

A finales del siglo IV, gran cantidad de tropas auxiliares britanas del ejército romano se estacionaron en Armórica. La Historia Brittonum, escrita por Nennius en el siglo IX afirma que el emperador Magnus Maximus, que dio orden de retirar las tropas romanas de Britania, asentó sus tropas en Bretaña. Tanto Nennius como Gildas mencionan una segunda oleada de britanos asentándose en Armórica en el siglo siguiente, escapando de la invasión anglosajona y del acoso de los escotos. La arqueología moderna también apoya la existencia de una migración en dos oleadas.
Está generalmente aceptado que los britanos parlantes que llegaron a Bretaña dieron a la zona su nombre y trajeron consigo el idioma bretón, Brezhoneg, idioma emparentado con el galés y el córnico.
Hay numerosos registros de misioneros cristianos llegados desde Gran Bretaña durante la segunda oleada de colonización, especialmente el legendario Gildas. Al igual que en Cornualles, muchas poblaciones bretonas llevan el nombre de los siete santos fundadores de la iglesia británica. El irlandés Columbano de Luxeuil también desarrolló actividades en Bretaña y es recordado en Saint-Colomban (Carnac).
A principios de la Edad Media, Bretaña estaba dividida en tres reinos: Domnonia, Cornualles (Kernev) y Bro Waroc'h (Broërec). Estos tres reinos pasados los años llegarían a formar parte del Ducado de la Bretaña. Los nombres de los primeros dos reinos parece ser que derivan de las tierras de procedencia de las tribus britanas que los colonizaron: Cornualles (Kernow) y Devon (Dumnonia). Bro Waroc'h ("Tierra de Waroch") deriva del nombre de uno de los primeros líderes bretones conocido, el cual dominó sobre la región de Vannes (Gwened). 
Los líderes de Domnonia, tales como Conomor, buscaron expandir su territorio, autoproclamándose señores de todos los bretones, aunque había una tensión constante entre todos los señores locales. Los bretones fueron una de las fuerzas más prominentes dentro de las fuerzas no normandas que formaron parte de la invasión de Inglaterra. Un cierto número de familias bretonas pertenecían a la clase alta dentro de la nueva sociedad y se encontraban unidas a los normandos mediante lazos de matrimonio.
El clan escocés Stewart y la casa real de los Estuardo tienen orígenes bretones. Alan de Penthièvre, también conocido como Alan el Rojo, fue primo y a la vez caballero del séquito de Guillermo el Conquistador. Tras su intervención en la Batalla de Hastings, su primo le concedió tierras en Yorkshire. En el momento de su muerte, era el noble más rico de toda Inglaterra. Su castillo en Richmond aseguraba una presencia bretona en el norte de Inglaterra. El título de "Earl de Richmond" pasaría a formar parte de los títulos otorgados a los Duques de Bretaña.

## Cultura

### Idioma
El bretón es una parte muy importante de la identidad bretona. Pertenece a las lenguas britónicas y está cercanamente relacionado con el idioma córnico y algo menos con el galés. Por consiguiente, el bretón es una lengua celta insular y  está lejanamente relacionada con las lenguas celtas continentales como el Idioma galo, que fue normalmente hablado en el continente europeo, incluyendo áreas que fueron colonizadas por los ancestros de los bretones.

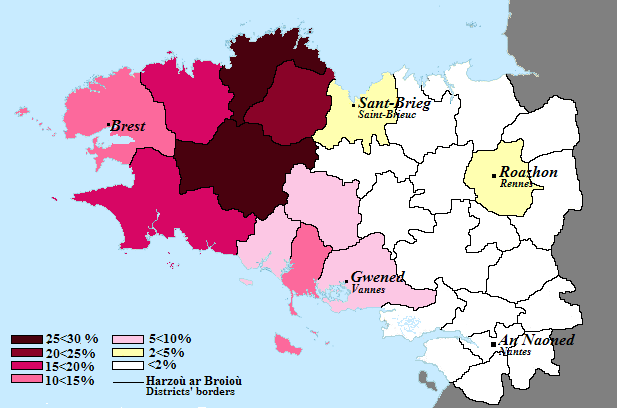
Porcentaje de población de habla bretona en 2004.

Desde los años 1880 hasta la mitad del siglo XX, el idioma bretón estuvo prohibido en las escuelas y cualquier niño que hablara bretón era duramente castigado. La situación cambió en 1951 con la Ley deixonne, que permitió la enseñanza del bretón de 1 a 3 horas por semana, con un profesor preparado para tal fin en las escuelas públicas. Actualmente, han surgido varias escuelas y universidades que aspiran a dar una educación bilingüe entre el francés y el bretón.